# プレドラッグ・クルニッチ
プレドラッグ・クルニッチ (Predrag Krunić, 1967年11月27日 - ) は、ボスニア・ヘルツェゴビナ出身のバスケットボール指導者。EWEバスケッツ・オルデンブルクのヘッドコーチ。

## 経歴
1994年にセルビアのファースト・リージョナル・バスケットボール・リーグに所属するKK・ゼムンでコーチングキャリアをスタートさせる。
1998年にゼムンを退団すると、バスケットボール・ブンデスリーガに所属するテレコム・バスケッツ・ボンのアシスタントコーチに就任。2001年からはヘッドコーチを務めた。
その後も、BBLのチームを中心に、KK・ヴウォツワヴェク (ポルスカ・リーガ・コシコフキ) 、BC・アフトドル (VTB・ユナイテッド・リーグ) でも指揮を執った。
2021年には日本のジャパン・バスケットボールリーグに所属する鹿児島レブナイズのヘッドコーチに就任。前季まで下位に沈んでいたチームを、2年連続の4位まで押し上げた。
2023年に鹿児島のヘッドコーチを退任すると、ミッテルドイッチャーBCと2年契約を結び7年ぶりに復帰。
2024年、MBCとの2年契約を退団条項を行使して退団し、ジャパン・プロフェッショナル・バスケットボールリーグに所属する神戸ストークスのヘッドコーチに就任。しかし、チームは思うように勝ち星を挙げられず、シーズン途中に解任となった。
2025年からは古巣のEWEバスケッツ・オルデンブルクで再び指揮を執っている。